# Saint-Gilles (Ille y Vilaine)
 Saint-Gilles  es una población y comuna francesa, situada en la región de Bretaña, departamento de Ille y Vilaine, en el distrito de Rennes y cantón de Mordelles.

## Demografía
| 1160 | 1137 | 1916 | 2808 | 3059 | 3463 |
| Para los censos de 1962 a 1999 la población legal corresponde a la población sin duplicidades (Fuente: INSEE [Consultar]) |      |      |      |      |      |